# ネオパラドキシア
ネオパラドキシア（学名：Neoparadoxia）は、束柱目パレオパラドキシア科に属する絶滅した海棲哺乳類の属。アメリカ合衆国カリフォルニア州と日本の北海道釧路市（旧阿寒町）から化石が産出している。形態的な特徴として、他の束柱目の哺乳類と比較して後頭突起が発達しており、また他のパレオパラドキシア科哺乳類と比較して体サイズが大型かつ、側頭窩が相対的に大型かつ深く、下顎窩も大型である。
本属は中新世のランギアン期からサーラバリアン期にかけての化石記録が報告されており、N. cecilialinaとN. repenningiとの2種が知られる。パレオパラドキシア科は本属の他にパレオパラドキシア属とArchaeoparadoxia属が知られ、このうち本属とパレオパラドキシア属とがより派生的な姉妹群の関係にある。